# Art Sansom
Art Sansom, né Arthur B. Sansom le 16 septembre 1920 à East Cleveland, et mort le 4 juillet 1991 en Ohio est un auteur de comic strip américain connu pour avec créé en 1965 The Born Loser. Son fils Chip Sansom, qui l'assistait depuis le milieu des années 1980, a repris le strip à sa mort. Celui-ci est toujours diffusé en 2015.

## Biographie
Arthur B. Sansom naît le 16 septembre 1920 à East Cleveland. Après des études au lycée Shaw, il étudie à l'université wesleyenne de l'Ohio et obtient un diplôme en art. Cependant, son premier métier est ingénieur chez General Electric. En 1952, il produit, en collaboration avec Russ Winterbotham, le comic strip Chris Welkin, Planeteer (traduit au Québec en Léo Welkin, pilote de l'espace). Le strip s'arrête en 1964. Entre temps il a aussi créé Vic Flint publié de 1962 à 1964 au format d'une planche dominicale. Cette série cesse aussi en 1964. En mai 1965 il lance The Born Loser. Cette série qui est encore publiée en 2019 est un succès. Distribué par Newspaper Enterprise Association dans 1400 journaux, elle a permis à Sansom de remporter deux Prix de la National Cartoonists Society. À partir du milieu des années 1980, Art Sansom est assisté par son fils Chip avec qui il crée un autre comic strip nommé Dusty Chap. Art Sansom meurt le 4 juillet 1991 mais depuis The Born Loser est poursuivi par son fils.

## Prix
Ces deux prix ont été remis à Chip et Art Sansom.
- 1988 : Prix du comic strip humoristique de la National Cartoonists Society (NCS) pour The Born Loser
- 1991 : Prix du comics strip de la NCS pour The Born Loser